# 3 Brygada Artylerii Haubic

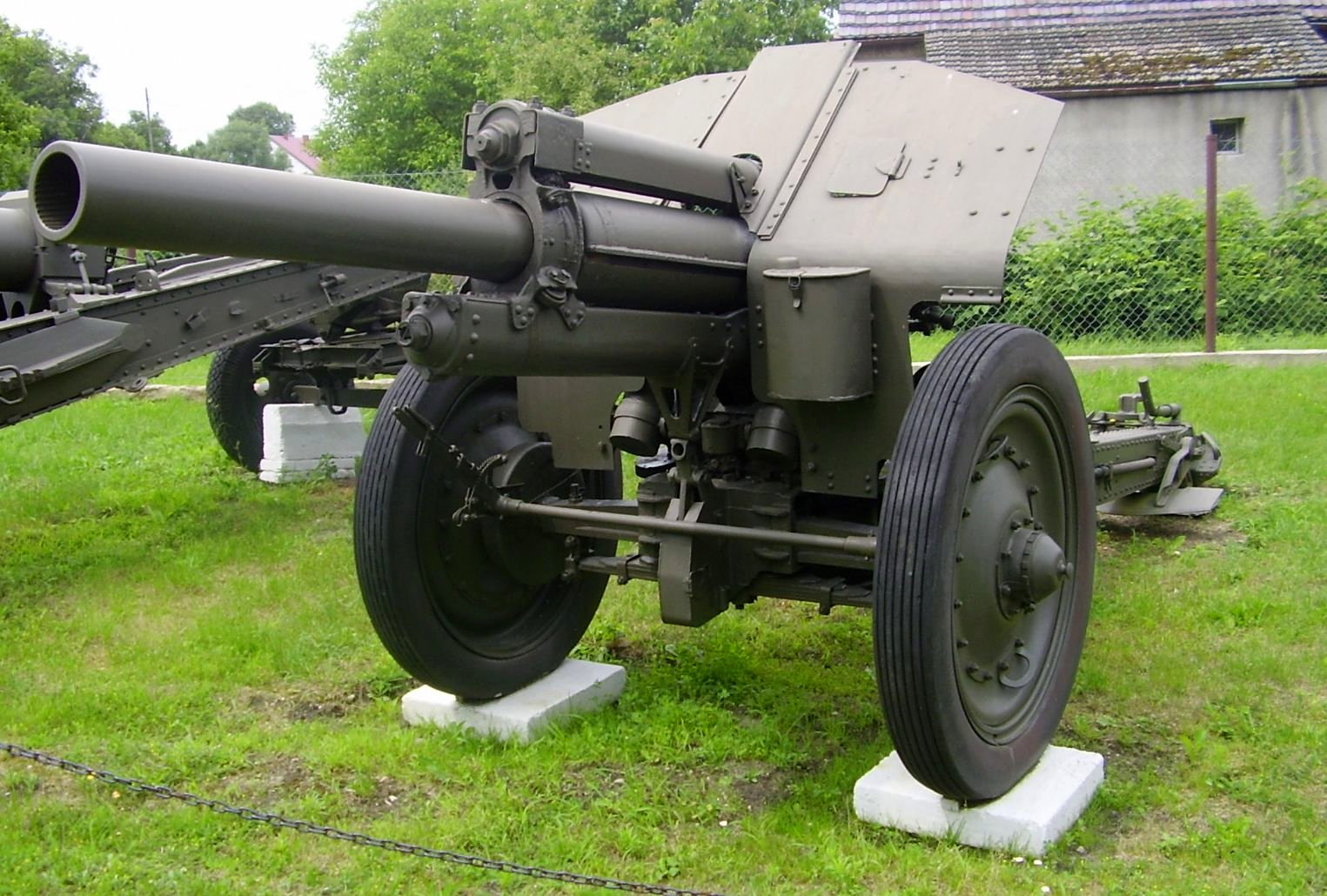
122 mm haubica wz. 1938 (M-30)

3 Warszawska Brygada Artylerii Haubic (3 BAH) – związek taktyczny artylerii ludowego Wojska Polskiego.

## Formowanie i zmiany organizacyjne
Brygada została sformowana we wsi Ugrojedy, w obwodzie sumskim, na podstawie rozkazu nr 001 dowódcy 1 Armii Polskiej w ZSRR z 1 kwietnia 1944. W listopadzie, w Żynynie Solnym, żołnierze brygady złożyli przysięgę.
Od sierpnia 1944 w składzie 1 Armii WP. 30 kwietnia 1945 została włączona w skład 5 Dywizji Artylerii, a dotychczasowy dowódca brygady, płk Stanisław Skokowski został dowódcą dywizji.
We wrześniu 1945 brygada została przeformowana w 74 pułk artylerii haubic.

## Skład
- dowództwo 3 Brygady Artylerii Haubic
- 10 pułk artylerii haubic
- 11 pułk artylerii haubic
- 12 pułk artylerii haubic

Stan etatowy liczył 2036 żołnierzy, w tym 237 oficerów, 572 podoficerów i 1227 szeregowców.

## Sprzęt, marsze i działania bojowe
Na uzbrojeniu i wyposażeniu brygady znajdowały się między innymi:
- 122 mm haubice – 60
- rusznice przeciwpancerne – 60
- karabiny maszynowe – 30
- samochody – 240

|  |  |  |

|  |  |  |